# Сяргей Законников
Сяргей Законников (на беларуски: Сярге́й Іва́навіч Зако́ннікаў) е беларуски журналист, публицист, преводач, поет и обществен деятел. На български е издаден като Сергей Законников.

## Биография и творчество
Сяргей Иванович Законников е роден на 16 септември 1946 г. в село Слабада, Витебска област, Беларус, в учителско семейство. След година семейството се премества в село Глибочка, където той отраства.
През 1969 г. завършва филологическия факултет на Беларуския държавен университет „В. И. Ленин“. След дипломирането си, в периода 1969 – 1970 г. работи като учител по беларуски език и литература и организатор на извънкласна работа в средното училище в Клетновская, Минска област. В периода 1970 – 1971 г. е секретар на Районния комитет на Комсомола в Ушацки район. В периода 1975 – 1978 г. е кореспондент, началник на селския младежки отдел на редакцията на вестник „Чирвоная Змена“ (Червено знаме), а от октомври 1975 г. е кореспондент на отдела за литература и изкуство на редакцията на вестник „Звязда“ (Звезда). От 1978 г. работи като инструктор, я в периода 1979 – 1986 г. е ръководител на сектора на художествената литература към отдела за култура към ЦК на Комунистическата партия на Беларус. В периода 1986 – 2002 г. е главен редактор на беларуското литературно списание „Полымя“ (Пламък). Пенсионира се през 2006 г.
Първото му стихотворение е публикувано през 1963 г. във вестник „Витебски работници“, а първата му сбирка от поезия е публикувана в колективния сборник „Рунь“ през 1970 г. По някои от стиховете му са направени песни.
Поетичното му творчество може да бъде разделено на две части и това разграничение се дължи преди всичко на трагичните последици от Чернобилската анария през 1986 г., която завърсява и територията на Беларус. Първата част на поезията му е наситена със селски красиви пейзажи, оригиналната организация на живота на хората, а във втората му на творчество се отразяват промените на стереотипите и лъжливите идеали и общественото преструктуриране.
Превежда на беларуски отделни творби на руски, украински, грузински и литовски поети.
В своята обществено-политическа дейност е бил ръководител на беларуския клон на Фонда за славянска писменост до 2002 г., президент на Беларуския комитет за мир, член на Съвета на Беларуския фонд за култура. От 1990 г. е член на Радата на Съюза на писателите на Беларуската ССР, сега Съюз на беларуските писатели. Член е на Беларуската социалдемократическа партия „Грамада“. Член е на Беларуския ПЕН център от 1989 г.
През 1982 г. е удостоен с Литературната награда на Беларус „Аркад Кулешов“ за книгата „Пакуль жыве мая бяроза“, през 1992 г. с Държавната награда „Янка Купала“ за книгата му „Заклінанне“, и др. Награждаван с ордени и медали – Орден на честта на СССР, Орден за заслуги III степен на Украйна и Почетна грамота на Върховния съвет на БССР.
На български език е издадена книгата му със стихотворения и поеми „Пътят на душата“ (2002).
Сяргей Законников живее със семейството си в Минск.

## Произведения

### Сборници с поезия
- Бяседа (1973) – стихотворения
- Устань да сонца (1976) – стихотворения и поеми
- Пакуль жыве мая бяроза (1981) – стихотворения и поеми
- Вера, надзея, любоў (1983) – лирика
- Прысак часу (1986) – стихотворения и поеми
- Сутнасць (1987) – поезия
- Вечная далеч (1987) – стихотворения
- Заклінанне (1991) – поезия
- Чорны конь Апакаліпсісу (1996)
- Гэта мы (2006) – поеми
- Першы пацалунак : сто вершаў пра каханне (2007)
- Дол (2008) – стихотворения и поеми
- Шалёная куля (2010) – поезия

### Издадени на български език
- Пътят на душата, сборник с редактор Зоя Василева, изд. ИК „Славяни“ (2002), прев. Зоя Василева, Стефан Поптонев, Найден Вълчев и Марко Ганчев